# Томсон, Джон Сазерленд
Джон Сазерленд (Иэн) Томсон (англ. John Sutherland (Ian) Thomson, 8 января 1920, Глазго, Шотландия, Великобритания — 13 марта 2008, Эдинбург, Шотландия, Великобритания) — британский государственный и колониальный деятель, администратор Британских Виргинских островов (1967—1971).

## Биография
Окончил Университет Глазго, поступил на государственную колониальную службу.
В 1941 г. прибыл в административный центр Фиджи город Суву в распоряжение британского губернатора. После нападения на Пёрл-Харбор в декабре того же года Дом правительства в Суве стал центром разработки стратегических операций и Томсон стал ответственным за декодирование. Затем он становится офицером 3-го батальона пехотного полка Фиджи.
В 1943 и 1944 гг. в качестве адъютанта участвовал в боевых действиях против японских войск в Папуа-Новой Гвинее. По возвращении в Фиджи был возведен в кавалеры Ордена Британской империи.
В течение последующего 21 года он работал в районах фиджийского архипелага, сначала в качестве окружного должностного лица на провинциях Лау, Ломаивити и Кадаву, затем Северного отдела.
В 1957 г. был назначен председателем Комиссии по рыболовству и по вопросам исконных земель Фиджи.
В 1967—1971 гг. — губернатор Британских Виргинских островов.
В 1971 г. вернулся на Фиджи, возглавлял Совет по развитию сахарной промышленности, председательствовал в различных комитетах, в том числе Совет по развитию кокосовой промышленности Фиджи и Совета по развитию Фиджи.
Также возглавлял авиакомпанию Fiji airline Air Pacific.
Являлся старейшиной пресвитерианской церкви Санкт-Эндрюс в Суве.
В 1986 г. вышел на пенсию.
Вскоре после смерти первой жены в 1988 г. женился во второй раз и переехал в Эдинбург.

## Награды и звания
В 1985 г. был возведен в ранг Рыцаря-Командора Ордена Британской империи. Был награждён орденом Святого Михаила и Святого Георгия (1968) и возведен в рыцари ордена Чертополоха (1985).